# Måløybroen
Måløybroen (Måløybrua) er i 2011 Norges syvendelængste vejbro og forbinder Vågsøy med fastlandet i Vestland fylke, og er en del af rigsvej 15. Broen har totalt 34 spænd og total længde er 1.224 meter, med to midterspænd på 125 meter og en gennemsejlingshøjde på 42 meter.
Bygningen af Måløybroen påbegyndtes i november 1971 og den blev officielt åbnet 11. juni 1974 af kong Olav 5. af Norge, men allerede i december 1973 kunne de første biler køre over.
Det var en rimelig broløsning i sin tid, med en pris på godt 32 millioner kr. Finansieringen var ved bompenge, men nedbetalingen blev færdig tre år før tiden og ophørte 1. august 1984.
Måløybroen er bygget for at stå imod vind på indtil 75 m/s. I begge sider af broen er det opsat tavler som viser aktuel vindstyrke og den har flere gange været lukket på grund af for stærk vind.
Når vinden blæser fra en speciel retning «synger» broen på en strøgen C.